# كيناو بوست
كيناو بوست (بالإنجليزية: Keanau Post)‏ مواليد 4 سبتمبر 1992 في فيكتوريا، هو لاعب كرة سلة كندي. بدأ مسيرته الاحترافية في سنة 2015. يلعب مع نادي النصر في الدوري السعودي الممتاز لكرة السلة كلاعب وسط. يبلغ طوله 6 قدم 11 بوصة (2.1 م).

## روابط خارجية
- كيناو بوست على موقع دوري السوبر التايواني لكرة السلة (الصينية)
- كيناو بوست على موقع كرة السلة الأوروبية.كوم (الإنجليزية)
- كيناو بوست على موقع كلية كرة السلة في سبورتس رفرنس.كوم (الإنجليزية)
- كيناو بوست على موقع ريلجم (الإنجليزية)
- كيناو بوست على موقع بروبوليرز (الإنجليزية)